# Szuper Károly
Szuper Károly (Halas, 1821. május 28. – Budapest, 1892. szeptember 18.) színész, Petőfi Sándor egykori színigazgatója, színházi rendező.

## Élete
Apja, Szuper József (1873 k. – Kiskunhalas, 1850. szeptember 30.) kiskunhalasi városi tanácsos és birtokos volt, aki igyekezett vele a gazdászatot megkedveltetni. Édesanyja Paprika Mária (1796 k. – Kiskunhalas, 1866. április 1.). Szuper Károly a kiskunhalasi református főgimnáziumban tanult és már tanuló korában műkedvelői előadásokat rendezett. 1837 februárjában Debrecenbe ment, ahol diák bátyja kíséretében szorgalmasan látogatta a színházat. Ott meglátta Fáncsy Lajost a Harmincz éves kártyás c. darabban, s ezentúl az volt a vágya, hogy ő is eljátszhassa a szerepet. 1838 őszén Pestre vitte atyja a színészet tanulmányozása végett. 1838 karácsony előtti vasárnap Halason lépett fel először mint műkedvelő, a Fekete Gábor színtársulatánál az igazgató Sobri című színművében egy haramia szerepében. Dacára annak, hogy egész nap tanulta a szerepét, belesült. A második fellépése sokkal jobban sikerült, a Természet leányában Jancsi inast játszotta, általános megelégedésre. 1839. január 12-én Szabadkán ugyanazon társulatnál, már mint szerződött tag lépett fel Szigligeti Ede Dienes című drámájában mint őrtiszt, összeesküvő, magyar mágnás, ajtónálló és ügyelő, és már a következő évben a társulat első rendű tagja volt. Petőfi Sándor 1842. november 10-én lépett fel Székesfehérváron először az ő ajánlatára Szabó társulatánál; azontúl is együtt maradt Petőfi Szuperrel 1843. márciusig Kecskeméten. 1846-ig működött különböző igazgatóknál, majd Zomborban átvette Komáromi Lajos társulatát, s innentől 35 éven keresztül működött mint önálló vagy társigazgató. 1848-ban ő is honvéd volt; a szabadságharc után számos üldözött színész-honvéd talált menedéket nála. Az 1850-es évek elején Szőllősy Mihály társigazgatóval maga állt a színtársulat élére és vezette azt csaknem haláláig. 1856. április 13-án mint vendég fellépett a Nemzeti Színházban, a Viola Peti szerepében. (Lásd: „Hölgyfutár, 1856 — 86. sz.) 1880 március havában a Várszínház ellenőre lett. 1880-ban Szigetváron hagyott fel az igazgatással. 1881 november havától az Országos Színészegyesület pénztárosa volt. 1888. november 15-én megülte 50 éves jubileumát, Halason, a Peleskei nótáriusban. Közben a Nemzeti Színház és az Operaház pénztárosa is volt. Elhunyt 1892. szeptember 18-án hajnali 2 órakor, életének 71., házasságának 29. évében. Örök nyugalomra helyezték 1892. szeptember 19-én délután a református egyház szertartása szerint a Kerepesi úti temetőben.

## Családja
Három felesége volt, mindannyian színésznők. Legismertebb az első: Mórocza (Móritz) Antónia, akivel 1841. november 23-án kötött házasságot Győrött. Gyermekeik:
- Tihamér (Kiskunhalas, 1842. augusztus 29.[9] – Kecskemét, 1843. február 21.)[10]
- Géza (Szabadka, 1844. augusztus 2.[11] – Győr, 1849. május 29.)[12]
- Matild Katalin (Szabadka, 1850. március 16.[13] – Székesfehérvár, 1853. március 30.)[14]
- Károly (Kőszeg, 1852. augusztus 17.[15] – Székesfehérvár, 1853. március 10.)[16]
- József (Hódmezővásárhely, 1857. augusztus 23.[17] – ?)

Második felesége Pum/Berky Jozefa színésznő, aki 1860 márciusában Kőszegen már Szuper társulatában játszott, elhunyt Székesfehérváron 1863. február 17-én, 22 éves korában. Gyermekeik:
- Flóra Julianna Mária (Komárom, 1861. március 20.[20] – Székesfehérvár, 1862. október 29.)[21]
- Jenő László (Székesfehérvár, 1862. április 15.[22] – Foktő, 1868. szeptember 1.)[23]

Lukács Emiliával (1838 körül – Győr, 1918. december 19.) 1863. március 29-én lépett házasságra. Gyermekük:
- Terézia Ilona (Baja, 1865. február 21.[26] – ?)

## Fontosabb szerepei
- Gubetto (Victor Hugo: Borgia Lucretia)
- Lejtfi (Varin–Boyer: Földszint és lebuj)
- Csóri Ferke (Szigligeti Ede: Nagyidai cigányok)
- Remeki (Degré: Bál előtt és bál után)
- Lectoure (Dumas: Paul Jones)
- Peti (Szigeti I.: Viola)

## Munkái
- Szuper Károly szinészeti naplója 1830-1850. Sajtó alá rendezte Váli Béla, Budapest, 1889. (Előbb a Hazánkban X. 1888.)
- A tömeges népfölkelés (színmű). (Bemutató: Kecskemét. 1848)

## Működési adatai
1838: Halas; 1839: Szabadka, Kaposvár; 1840–41: Győr, Komárom; 1841–42: Győr, Székesfehérvár; 1842: Csákvár, Tata; 1842–43: Kalocsa, Székesfehérvár, Kecskemét; 1843: Pozsony, Balatonfüred; 1843–44: Győr; 1843: Kecskemét, Délvidék; 1844–45: Pápa, Komárom, Vác; 1844: Észak-Magyarország, Zombor, Kaposvár; 1845–46: Szabadka; 1846: Szeged, Baja, Arad; 1846–47: Zombor; 1847: Halas; 1847: Baja, Zombor, Mohács; 1847–48: Székesfehérvár; 1848: Veszprém, Pécs; 1848: Kecskemét; 1852: Nagykanizsa; 1852–53: Székesfehérvár; 1853–54: Szombathely; 1855: Alsólendva; 1856: Sümeg; 1857: Székesfehérvár, Szeged; 1857–58: Győr.
Igazgató: 1858: Alsólendva; 1860: Szombathely; 1860–61: Győr, 1863: Szombathely; 1863–64: Székesfehérvár; 1868: Újvidék; 1869–70: Nagybecskerek; 1870: Veszprém, Zenta, Hódmezővásárhely, Szentes, Makó; 1871: Nagyszentmiklós, Halas, Baja, Kalocsa, Mohács, Kaposvár; 1872: Veszprém, Keszthely, Lendva, Körmend, Kaposvár; 1873: Szekszárd, Kalocsa, Dunaföldvár, Baja, Mohács, Kiskunhalas, Újvidék; 1874: Baja, Halas, Szekszárd, Nyitra; 1875: Komárom, Nagyszombat, Somorja, Komárom, Magyaróvár, Dunaszerdahely; 1876: Halas, Zombor, Kula, Újvidék, Nagybecskerek; 1877: Újvidék, Zenta, Szabadka, Szeged, Kecskemét, Kiskőrös, Veszprém; 1878: Pápa, Sárvár, Körmend, Kőszeg; 1879: Marcali, Kaposvár, Szigetvár, Siklós, Mohács, Újvidék, Pancsova.